# Elecciones municipales de la provincia de Almería de 2019
Las elecciones municipales de 2019 se celebraron en la Provincia de Almería el domingo 26 de mayo, de acuerdo con el Real Decreto de convocatoria de elecciones locales en España dispuesto el 1 de abril de 2019 y publicado en el Boletín Oficial del Estado el 2 de abril. Se eligieron los 993 concejales de todos los ayuntamientos de Almería, a través de un sistema proporcional (método d'Hondt), con listas cerradas y un umbral electoral del 5 %.

## Resultados
La candidatura que más apoyos obtuvo fue la del PSOE, con 439 concejales, seguido del PP, con 413, C´s, 48, VOX, 22, e Izquierda Unida, 18. En estas elecciones se repartieron 1 concejal menos que en las elecciones del 2015.
| Candidatura | Candidatura                                           | Votos   | %       | Concejales | Concejales |
| Candidatura | Candidatura                                           | Votos   | %       | Total      | +/-        |
| ----------- | ----------------------------------------------------- | ------- | ------- | ---------- | ---------- |
|             | Partido Socialista Obrero Español de Almería (PSOE-A) | 100.708 | 34,15%  | 439        | 1          |
|             | Partido Popular (PP)                                  | 113.750 | 38,57 % | 413        | 19         |
|             | Ciudadanos-Partido de la Ciudadanía (Cs)              | 20.109  | 6,82 %  | 48         | 28         |
|             | VOX (VOX)                                             | 20.035  | 6,79 %  | 22         | 22         |
|             | Izquierda Unida (IU)                                  | 5.199   | 1,76 %  | 18         | 17         |
|             | UCIN (UCIN)                                           | 3.011   | 1,02 %  | 11         | 11         |
|             | Otros                                                 | 12.878  | 4.38 %  | 42         | 9          |